# Hinton Waldrist
Hinton Waldrist är en ort och civil parish i Storbritannien.   Den ligger i grevskapet Oxfordshire och riksdelen England, i den södra delen av landet, 90 km väster om huvudstaden London. Antalet invånare är 333.